# Заменгоф, Феликс Маркович
Феликс Маркович Заменгоф (пол. Feliks Zamenhof, эсп. Felikso Zamenhof, известен также как Фабиан Заменгоф, использовал псевдонимы FeZ и Zef; 6 ноября 1868, Белосток, Гродненская губерния, Российская империя — 4 декабря 1933, Варшава, Польша) — польский фармацевт, эсперантист и литератор, брат Л. Л. Заменгофа.

## Биография
Родился в Белостоке в семье преподавателя реального училища М. Заменгофа. С детства проникся идеей международного языка эсперанто, созданного его старшим братом Л. Заменгофом и принимал активное участие в распространении первого учебника эсперанто, изданного в 1887. По образованию был фармацевтом, на протяжении всей жизни активно участвовал в международном движении эсперантистов, бывал на многих всемирных конгрессах эсперантистов. Писал стихи на эсперанто, сотрудничал с рядом эсперанто-изданий: La Esperantisto (Нюрнберг), «La Revuo», «La Ondo de Esperanto», «Pola Esperantisto», Literatura Mondo. К 1-му всемирному конгрессу эсперантистов в Булоне (1905) сочинил поэму «La Homa Doloro» («Людская боль»).
Был женат на Елене Риттенберг, в браке у них было трое детей: Юлиана (1903—1964), Романа (1904—1975) и Марыля (1908—1994).
Умер в Варшаве, похоронен на еврейском кладбище.